# Nell cea sălbatică
Nell cea sălbatică (în engleză Nell) este un film american din 1994, regizat de Michael Apted, după un scenariu care a adaptat piesa Idioglossia a lui Mark Handley. Actrița Jodie Foster interpretează o tânără femeie care trebuie să se confrunte pentru prima dată cu alte persoane după ce a fost crescută de mama ei într-o cabană izolată din munți. Muzica originală a fost compusă de Mark Isham. Foster a fost nominalizată la premiul Oscar și la Globul de Aur pentru interpretarea sa din film. Ea a câștigat Premiul Screen Actors Guild.

## Rezumat
După ce Violet Kellty este găsită moartă în urma unui accident vascular cerebral în casa ei dintr-o pădure din Carolina de Nord, doctorul orașului, Jerry Lovell (Liam Neeson), descoperă o femeie tânără și speriată care se ascundea în podul casei. Ea vorbește furios și repede, dar pare să aibă o limbă proprie. Uitându-se în Biblia lui Violet, dr. Lovell găsește un bilet în care aceasta cerea oricui o găsește să aibă grijă de fiica ei, Nell. Șeriful îi arată un articol vechi dintr-un ziar din care doctorul bănuiește că Nell (Jodie Foster) este fiica femeii moarte, concepută cu un violator.
Jerry solicită ajutorul dr. Paula Olsen (Natasha Richardson), o cercetătoare care lucrează cu copiii cu autism. Paula și colegul ei, dr. Paley (Richard Libertini), sunt interesați să studieze un "copil sălbatic", iar dr. Paley continuă să solicite acest lucru chiar și după ce a studiat filmările cu Nell care arată că aceasta din urmă nu se potrivește cu profilul de "copil sălbatic". Ei obțin imediat un ordin judecătoresc care le dădea permisiunea să o interneze pe Nell într-un centru pentru a-și "continua studiile". Lovell este avertizat la timp pentru a apela la propriul avocat și a preveni luarea lui Nell din casa aflată în pădure. În urma unei audieri la tribunal, un judecător le oferă lui Olsen și Lovell trei luni pentru a interacționa cu Nell și a vedea care sunt nevoile ei reale. Paula se mută pe o barcă-locuință dotată cu echipament electronic pentru a monitoriza comportamentul lui Nell; Jerry se duce în casă și o ascultă pe Nell.
Aproape imediat, Paula descoperă că limba lui Nell este engleza, bazată parțial pe discursul mamei ei, care devenise afazică după un accident vascular cerebral. Jerry și Paula începe o relație de prietenie, deși el detestă atitudinea ei rece și tactica ei analitică.
Nell doarme în timpul zilei sau muncește în casă și este activă în aer liber numai după apus. Ea explică faptul că mama ei i-a spus despre viol și a avertizat-o că acei bărbați erau niște răufăcători, citând versetul Isaia 1:4. Pe măsură ce Nell capătă încredere în Jerry, ea îl vede ca pe un prieten, "ga'inja", despre care mama ei i-a promis că va veni. Jerry își dă seama mai târziu că "ga'inja" este guardian angel (în română înger păzitor). În plus, Nell îi duce pe Jerry și Paula la rămășițele unui copil; se pare că Nell a avut o soră geamănă, May, care a murit căzând de pe o stâncă în timp ce cele două surori se jucau odată în pădure. Nell tratează rămășițele lui May cu respect și dragoste și nu cu groază.
Când Jerry și Paula o aduc pe Nell în oraș pentru prima dată, ea se împrietenește cu soția deprimată a șerifului, dar are și o întâlnire urâtă într-o sală de biliard cu niște băieți vulgari. Aflându-se de existența lui Nell prin intermediul unui reporter care i-a auzit pe aceeași băieți din sala de biliard vorbind despre ea, Jerry și Paula sunt forțați să o ducă la spital pentru a o scăpa de presă. Acolo, Nell devine extrem de deprimată și necomunicativă. Jerry o scoate din spital și o ascunde într-un hotel. Paula i se alătură mai târziu, iar Jerry și Paula recunoscut în cele din urmă că se iubesc unul pe celălalt. 
La audierea de la tribunal de a doua zi, dr. Paley, colegul Paulei, care vrea să studieze comportamentul ei într-un mediu controlat, afirmă că Nell are sindromul Asperger și trrebuie internată într-o instituție medicală. Jerry îl întrerupe furios de mai multe ori. La ultima întrerupere, Nell vine în față ca să vorbească despre ea, lucru la care nici chiar prietenii ei nu se așteptau.
Ultimele scene au loc după cinci ani, când Jerry și Paula o aduc pe fiica lor să o viziteze pe Nell în casa ei; aceasta este ziua de naștere a lui Nell, iar ea este înconjurată de prieteni din oraș.

## Distribuție
- Jodie Foster – Nell Kellty
- Liam Neeson – dr. Jerome "Jerry" Lovell
- Natasha Richardson – dr. Paula Olsen
- Richard Libertini – dr. Alexander "Al" Paley
- Nick Searcy – șeriful Todd Peterson
- Jeremy Davies – Billy Fisher
- Robin Mullins – Mary Peterson
- O'Neal Compton – Don Fontana, avocatul lui Lovell
- Sean Bridgers – Mike Ibarra, reporterul
- Joe Inscoe – judecătorul
- Heather M. Bomba și Marianne E. Bomba – gemenele
- Stephanie Dawn Wood – Ruthie Lovell
- Nicole Adair – copilul autist
- Marlon Jackson – asistentul medical

## Producție
Jodie Foster a angajat-o inițial pe Mary Steenburgen pentru rolul lui Nell. Foster trebuia să regizeze filmul, dar s-a stabilit ulterior ca Michael Apted să fie regizorul filmului, iar rolul principal a fost oferit actriței Natasha Richardson. Cu câteva săptămâni înainte de începerea filmărilor, Foster a acceptat rolul lui Nell și Richardson a fost distribuită în rolul Paulei Olsen. Rolul Paulei fusese oferit inițial actriței Christina Applegate și apoi lui Bridget Fonda. Nell a fost filmat în Carolina de Nord, inclusiv în orașele Robbinsville și Charlotte. 

## Recepție

### Reacție critică
Recenziile au fost slăbuțe, lăudând interpretările celor doi actori din rolurile principale și exprimând dezamăgirea față de intriga filmului. Jodie Foster a primit aprecieri mari. În recenzia din Washington Post' s-a afirmat că "Jodie Foster, transcendentă prin bravura rolului titular, este mult mai mare decât filmul în sine, iar interpretarea ei ajută la camuflarea punctelor slabe ale structurii sale și a naivității temelor sale."  În recenzia sa pentru The New York Times, Janet Maslin a menționat că: "Pentru toată lumea, strălucirea ei tehnică, nu numai interpretarea intensă și desăvârșită a domnișoarei Foster în rolul principal, aduce o surpriză mare. Povestea copilului sălbatic din "Nell" se desfășoară în moduri previzibile neașteptate, agățându-se cu înverșunare de gândul banal că inocența lui Nell o face mai pură decât oricine altcineva din poveste." Ea a dorit, de asemenea, ca filmul să fi explorat sexualitatea adultă a lui Nell. Lui Roger Ebert i-a plăcut filmul, comentând că "în ciuda filozofiei sale previzibile, Nell este totuși un film eficient și emoționant". El a nominalizat, de asemenea, interpretările lui Foster și Neeson. Filmul are în prezent un rating de 53% pe situl Rotten Tomatoes.

### Box office
Filmul a debutat cu încasări de 5,7 milioane $. El a adus în final încasări de 33,6 milioane de dolari pe piața internă și peste 73 de milioane de dolari pe piețele externe, cumulând încasări totale de 106,6 milioane de dolari.